# Septembre 2007

## Actualités du mois

### Samedi1erseptembre
- Vatican - Environnement : Devant cinq cent mille jeunes italiens, le pape Benoît XVI prône des « choix courageux » pour une « alliance entre l'homme et la nature ».

### Dimanche2 septembre 2007
- France : Les deux groupes, Suez et GDF, approuvent leur fusion pour donner naissance à un nouveau groupe « GDF-Suez ».
- Liban : L'armée prend le contrôle du camp de réfugiés palestiniens de Nahr el-Bared.

### Mardi4 septembre 2007
- Ouverture du troisième rassemblement œcuménique européen à Sibiu, en Roumanie, au cours duquel est il est décidé d'instaurer un Temps de la Création entre le 1er septembre et le 4 octobre de chaque année.

### Mercredi5 septembre

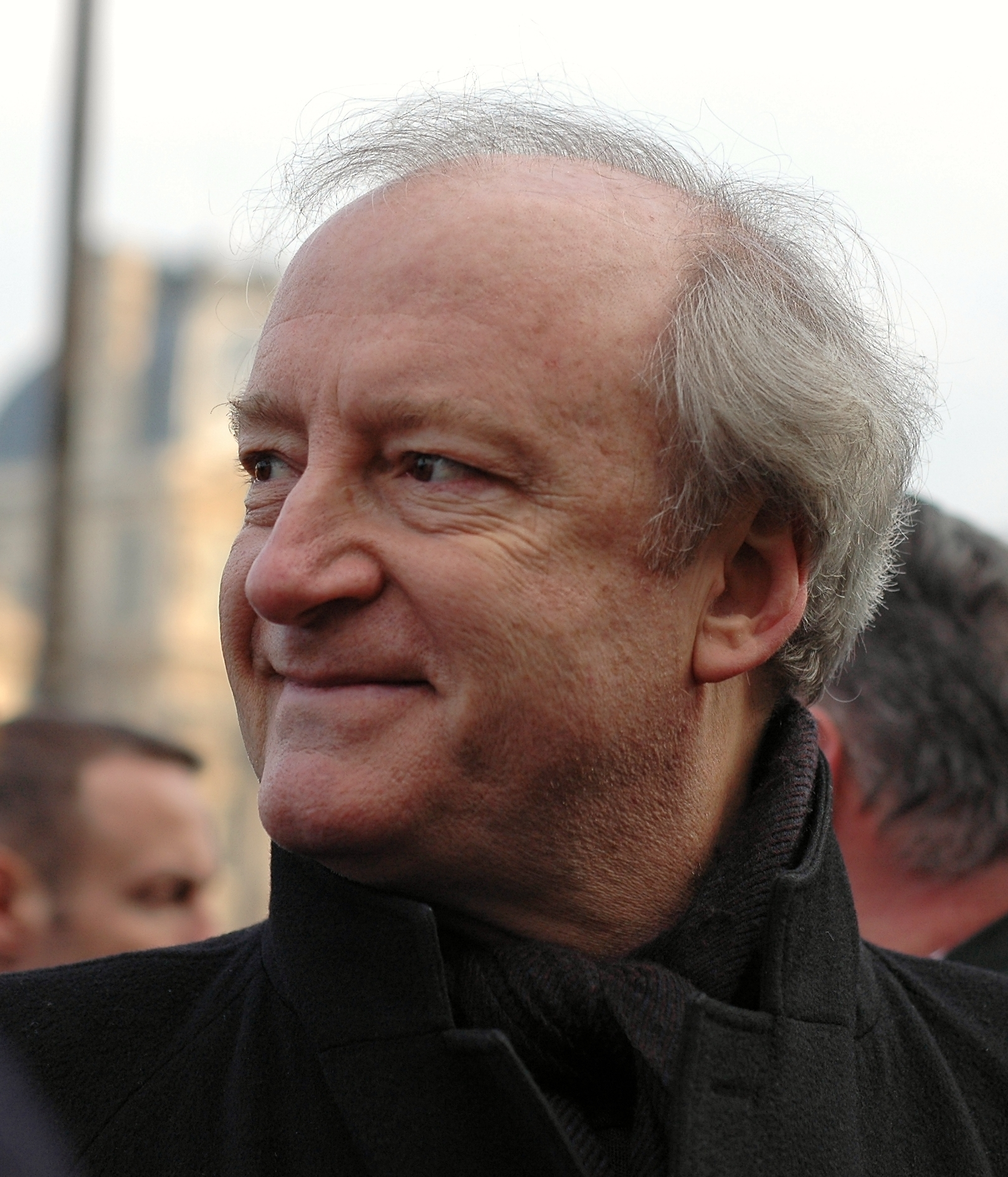
Hubert Védrine (janvier 2006)

- France : Le socialiste Hubert Védrine remet au Président Nicolas Sarkozy le rapport sur la mondialisation et met en garde contre toute « tentation atlantiste et occidentaliste ». Il explique que les intérêts géopolitiques, énergétiques, écologiques, linguistiques de la France sont à défendre avant tout par une stratégie économique tournée vers la mondialisation.

### Jeudi6 septembre 2007

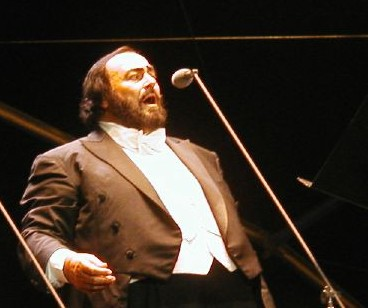
Luciano Pavarotti (juin 2002)

- Algérie : Quarante minutes avant l'arrivée du Président Abdelaziz Bouteflika à Batna, un attentat à la bombe cause la mort de 19 personnes.
- Birmanie : Des moines bouddhistes séquestrent une dizaine de fonctionnaires et de soldats en protestation contre la junte militaire au pouvoir. À partir de cette action va se développer un mouvement plus important.
- Israël - Syrie : L'aviation israélienne effectue un raid majeur dans le nord-est de la Syrie. Selon les médias anglo-saxons et israéliens l'aviation israélienne aurait bombardé un centre de recherche agricole qu'ils soupçonnent être une base secrète abritant des équipements nucléaires fournis par la Corée du Nord.
- Italie - Art Lyrique : Mort à Modène du ténor italien Luciano Pavarotti (71 ans).

### Vendredi7 septembre 2007
- Espace : Lancement de la navette spatiale Atlantis vers l'ISS (mission STS-119)
- Maroc : Élections législatives avec 63 % d'abstentions. Le Parti nationaliste Istiqlal obtient 52 sièges et les islamistes du Parti de la justice et du développement obtiennent 46 sièges.
- Sport - Coupe du monde de rugby 2007 : Début de la coupe du monde de rugby à XV : En match d'ouverture, au stade de France à Saint-Denis, l'équipe de France perd contre l'Argentine sur le score de 17-12.

### Samedi8 septembre
- The Walt Disney Company : Disney a décidé d'arrêter la chaîne de télévision ABC1 en Octobre 2007, finalement elle sera fermée le 26 septembre 2007.

### Dimanche9 septembre
- Vatican - Environnement : Dans la cathédrale de Vienne en Autriche, le pape Benoît XVI estime que le nature est menacée et que l'Homme en est le responsable.

### Lundi10 septembre 2007

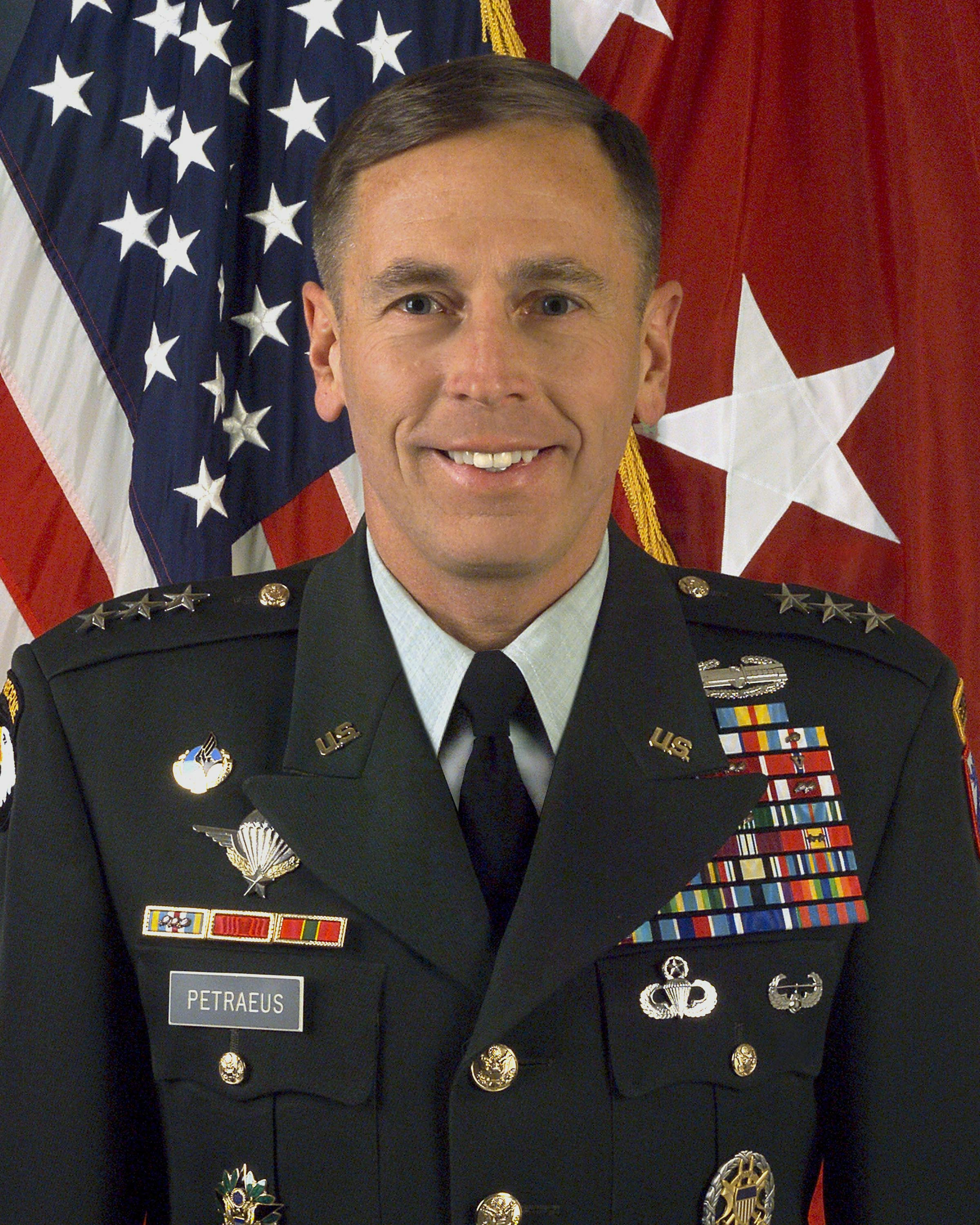
David Petraeus (décembre 2006)

- États-Unis - Irak : Le général David Petraeus, commandant en chef des troupes américaines en Irak est auditionné par le Congrès. Il évoque la baisse des effectifs à 130 000 soldats d'ici à juillet 2008 soit le niveau des effectifs de décembre 2006 avant l'envoi des renforts.
- France : Dans un rapport publié par la revue Liaisons sociales, le nombre de salariés syndiqués (non retraités) se situerait aux alentours de 1,7 million, soit le taux de syndicalisation le plus bas d'Europe avec 7,2 % et nettement inférieur à celui des autres pays européens. Les chiffres réels des adhérents seraient de 525 000 pour la CGT, 450 000 pour la CFDT, 310 000 pour FO, 135 000 à l'UNSA, 120 000 à la FSU, 105 000 pour la CFTC, 80 000 à l'UFE-CGC et 80 000 à Solidaires.
- Canada : Tous les jeux vidéo vendus au Québec doivent être obligatoirement traduits en français.

### Mardi11 septembre
- États-Unis : Sixième anniversaire des attentats du World Trade Center.
- France : 
  - Le secrétaire d'État aux Affaires européennes, Jean-Pierre Jouyet, propose dans le cadre de la réforme des institutions, de supprimer l'article 88-5 de la Constitution française qui oblige à un référendum pour toute nouvelle adhésion à l'Union européenne.
  - Le ministre de la Défense, Hervé Morin, souhaite que la France devienne « le bon élève de l'Otan ».
- Russie : Le gouvernement annonce qu'a été réalisé avec succès l'essai de « la bombe conventionnelle la plus puissante du monde ».

### Mercredi12 septembre

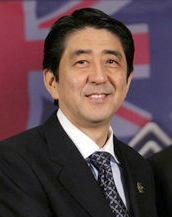
Shinzō Abe (septembre 2007)

- Japon : le Premier ministre Shinzo Abe démissionne du gouvernement et quitte la direction du Parti libéral-démocrate.
- Russie : le président Vladimir Poutine nomme Viktor Zoubkov au poste de premier ministre.
- Syrie : à la suite du bombardement israélien du 6 septembre, le gouvernement dépose une plainte auprès du Conseil de sécurité de l'ONU.

### Jeudi13 septembre
- Nations unies, l'Assemblée générale adopte la Déclaration des droits des peuples autochtones, à la majorité de 143 voix contre 4.
- États-Unis - Irak : Le Président George W. Bush confirme les propose tenus par le   général David Petraeus, commandant en chef des troupes américaines en Irak, concernant la baisse des effectifs.
- France : Dans le cadre de l'affaire Clearstream, l'ex-Premier ministre, Dominique de Villepin est entendu pendant huit heures par les juges Jean-Marie d'Huy et Henri Pons.

### Vendredi14 septembre 2007
- Nations unies - Environnement : Lors de la conférence de Madrid, réunissant deux mille experts et huit cents ONG pendant une semaine, l'Algérien Rajeb Boulharouf, coordinateur de la convention des Nations unies pour la lutte contre la désertification (UNCCD), reconnaît que « ce n'est pas suffisant de reconnaître aux gens le droit à la mobilité, il faut leur reconnaître le droit à rester sur place » ce qui est un changement important de l'état d'esprit des experts de la mondialisation.
- Hongrie : Visite officielle du président Nicolas Sarkozy à Budapest.

### Samedi15 septembre
- Chine : Alain Juillet, chargé de l'Intelligence économique du gouvernement français, révèle que durant tout l'été des pirates informatiques chinois basés à Hong Kong ont mené des cyberattaques contre de nombreux sites européens et américains, la Maison-Blanche, le Secrétariat à la défense américain, les services de la Chancellerie allemande et plusieurs ministères allemands et britanniques dont le Foreign Office. Le responsable final serait l'armée chinoise.

### Dimanche16 septembre

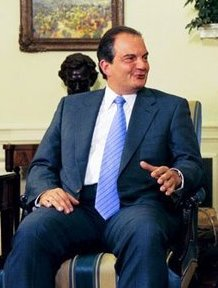
Costas Caramanlis (mai 2004)

- Grèce : Les élections législatives sont remportées par la coalition de centre droit, bâtie autour du parti Nea Dimokratia, du Premier ministre sortant Costas Caramanlis qui obtient 152 sièges, alors que les sondages le donnaient perdant et les médias le rendaient responsable du bilan désastreux des incendies d'août qui ont ravagé le pays causant la mort de 66 personnes.
- Iran : Lors d'un entretien télévisé, le ministre français des Affaires étrangères, Bernard Kouchner estime que le monde doit se « préparer au pire » avec l'Iran, à savoir la « guerre », cependant la négociation restant l'action privilégiée. De nombreuses réactions négatives sont exprimées de par le monde : Allemagne, Autriche, États-Unis, Italie, Russie. Le Président de l'AIEA, Mohamed el-Baradei déclare : « Je pensais que tout le monde avait tiré les leçons du drame irakien où 700 000 civils innocents ont payé de leurs vies les simples soupçons concernant l'arsenal nucléaire de ce pays ».
- Sport : Championnat du monde de gymnastique rythmique à Patras (Grèce), jusqu'au 23 septembre.

### Lundi17 septembre 2007
- Birmanie : Début de la montée en puissance des manifestations de l'opposition contre la junte militaire qui vont s'étendre, jour après jour, dans tout le pays. Les bonzes se mobilisent pour soutenir le mouvement.

### Mardi18 septembre

Ségolène Royal (mai 2007)

- France : Lors d'un entretien donné à la télévision, l'ex-candidate socialiste à l'élection présidentielle, Ségolène Royal, montre qu'elle est touchée par les révélations contenues dans le livre de l'ex-premier ministre socialiste Lionel Jospin, L'impasse, et par les opinions qu'il exprime sur elle, en particulier lorsqu'il estime que, fabriquée par le marketing, elle ne correspondait pas au profil présidentiel et « n'était pas taillée pour le rôle ».

### Mercredi19 septembre
- Cambodge : Nuon Chea, l'ancien bras droit du dictateur Pol Pot, est arrêté pour être traduit devant le Tribunal spécial Khmers rouges.
- Liban : Attentat à la voiture-piégée contre Antoine Ghanem du parti Kataëb (chrétien). La Syrie est accusée à nouveau d'être le véritable commanditaire de cet attentat où huit autres personnes ont trouvé la mort.
- Maroc : Nomination du nouveau premier ministre du Maroc, Abbas El Fassi par le Roi Mohammed VI.

### Jeudi20 septembre
- Birmanie : Plusieurs manifestations de moines bouddhistes avec la population.
- France : L'Assemblée nationale vote la nouvelle loi sur l'immigration comportant un amendement de Thierry Mariani prévoyant des tests ADN pour le traitement des demandes de regroupement familial.

### Vendredi21 septembre
- Espagne : Pascal Payet est arrêté dans la banlieue nord de Barcelone.

### Samedi22 septembre

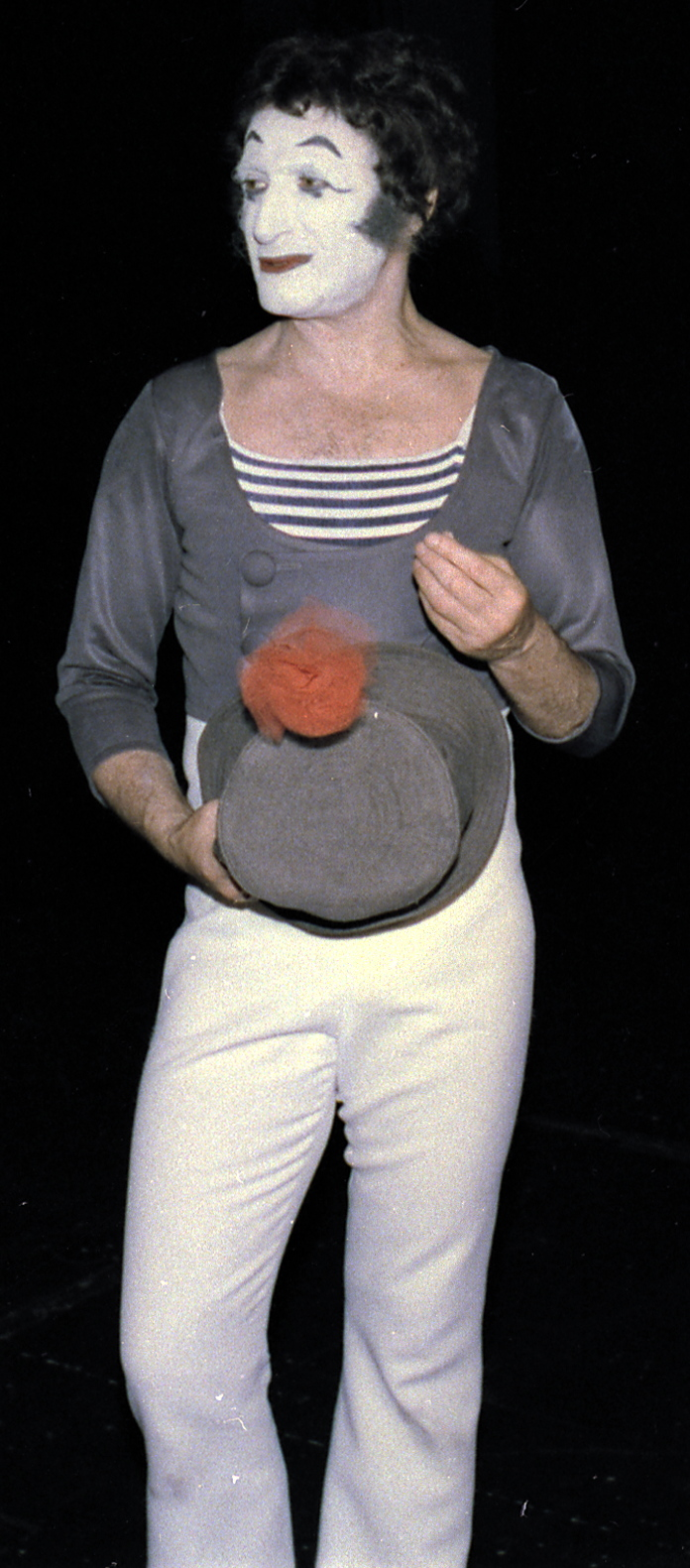
Marcel Marceau (juin 1977)

- France : Mort du mime Marcel Marceau (84 ans).

### Dimanche23 septembre

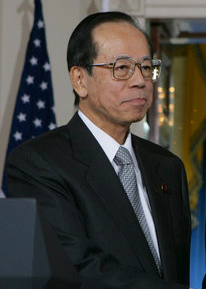
Yasuo Fukuda (décembre 2007)

- France : Dans le cadre de l'Affaire EADS, une note préliminaire de l'Autorité des marchés financiers, transmise au parquet de Paris — mais révélée seulement le 3 octobre —, fait état de ventes de titres du groupe par les dirigeants et les principaux actionnaires. Ses ventes, au caractère « concomitant et massif », ont été faites avant l'annonce officielle du 13 juin 2006 des difficultés d'Airbus et seraient la preuve d'un délit d'initié.
- Japon : Nomination du nouveau Premier ministre Yasuo Fukuda.
- Sport - Motocross : L'équipe américaine gagne le motocross des nations devant la France et la Belgique. L'équipe se composait de Ricky Carmichael, Ryan Villopoto et Tim Ferry. Dans cette épreuve, les États-Unis gagnent pour la 18e fois. Dernière course de Richy Carmicheal.
- Vatican - Environnement : Le pape Benoît XVI proclame l'« urgence écologique » et dénonce la « logique du profit » cause d'une « ruineuse exploitation de la planète ».

### Lundi24 septembre 2007
- Liban - États-Unis : Le Président iranien Mahmoud Ahmadinejad est reçu à l'université Columbia dans une atmosphère extrêmement houleuse en présence de nombreux manifestants.

### Mardi25 septembre
- Birmanie : Dans le cadre des manifestations organisées par l'opposition, la junte militaire impose le couvre-feu dans la capitale Rangoon.
- Nations unies : 
  - Birmanie : Le Président George W. Bush annonce à la tribune de l'Assemblée générale des sanctions contre la junte birmane.
  - Iran : Le Président Nicolas Sarkozy exprime sa certitude que l'Iran « travaille sur l'arme nucléaire militaire » malgré le doute des experts de l'AIEA.

### Mercredi26 septembre
- Birmanie : Dans le cadre des manifestations organisées par l'opposition, des manifestants sont tués.
- ABC1 : Disparition de la chaîne de télévision.

### Vendredi28 septembre

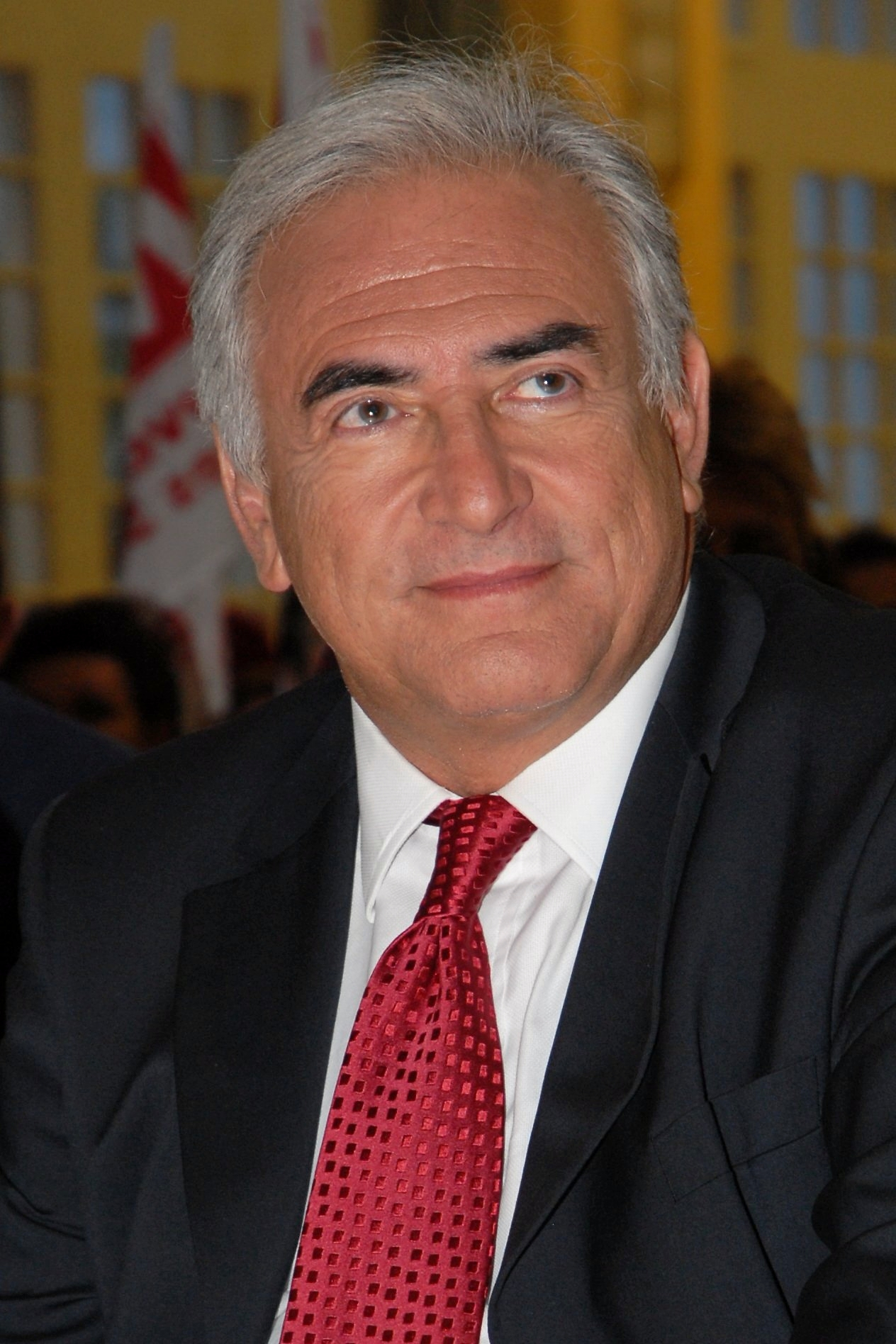
Dominique Strauss-Kahn (avril 2007)

- FMI : Le socialiste français Dominique Strauss-Kahn est élu président du Fonds monétaire international.

### Samedi29 septembre

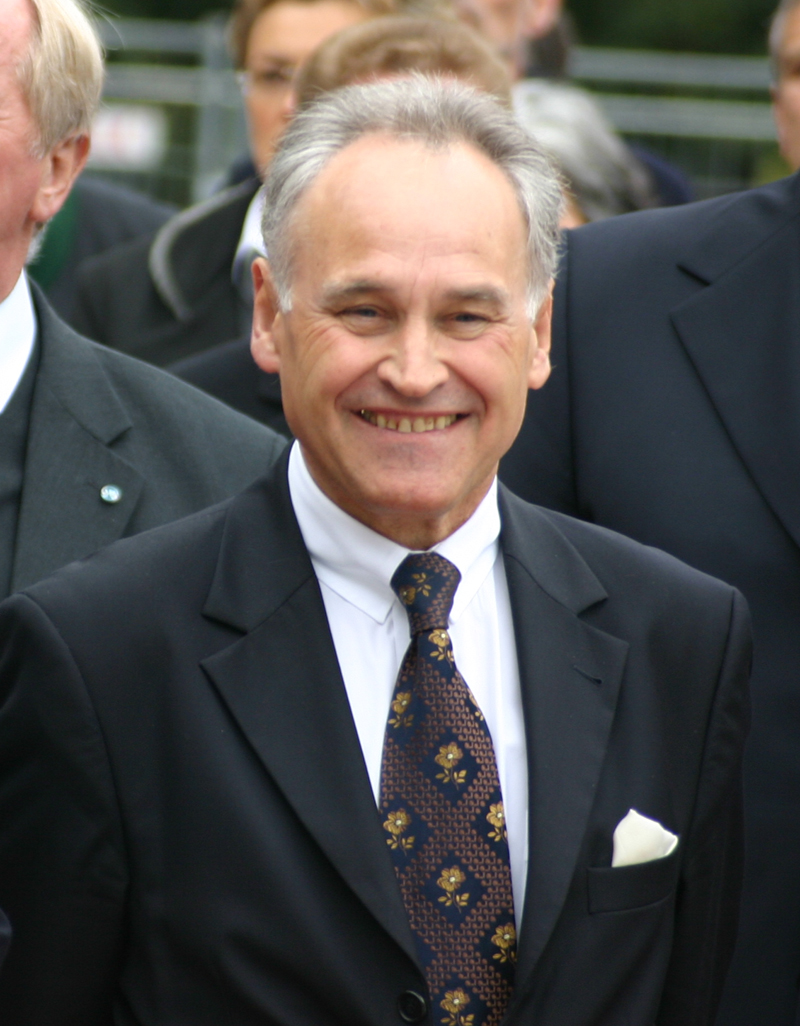
Erwin Huber (octobre 2005)

- Allemagne : Erwin Huber est élu à la présidence de l’Union chrétienne-sociale en Bavière (CSU)

### Dimanche30 septembre
- Ukraine : Élections législatives qui voient la victoire du camp « Orange » du Président Viktor Iouchtchenko.